# 야다몽
야다몽은 1992년 8월 24일부터 1993년 7월 16일까지 스에젠에서 제작한 10분 분량의 애니메이션이다. 이 시리즈는 평일에 방영되었다. 방영 시작후 21주 동안 110개의 에피소드가 방영되었다. 그것은 그녀의 머리카락을 나비 날개로 바꾸며 날아다니는 어린 초보마녀 야다몽에게 별을 보낸다. 마법의 진공 청소기를 타고 멘토에게 말하기를 배운다.
대한민국에서는 《꾸러기마녀 노노》라는 제목으로 1996년에 투니버스를 통해 방영되었다.

## 줄거리
야다몽의 어머니인 여왕은 마녀 숲에서 혼란을 초래한후, 그녀를 인간 세계로 내쫓는다. 그녀는 야다몽에게 수업을 가르칠뿐만 아니라 인간 잡지 및 서적에 대한 비밀스러운 열정이 있기 때문에 이를 수행한다. 인간 세계에서 여왕은 야다몽을 면밀히 주시하여 거의 아무데나 잠들수있는 문제의 원인이 된다.
인간 세계는 극도로 하이테크로 치달았다. 또한, 많은 동물이 멸종했다. 야다몽은 유전적으로 번식한 종이 만들어지는 크리처섬에서 자신을 발견한다. 섬에서 그녀는 장과 그의 부모인 에드워드와 마리아를 만난다.

### 방송 일시
| 방송 채널 | 방송 기간                         | 방송 사간 | 비고             |
| NHK G     | 1992년 8월 24일 ~ 1993년 7월 16일 | 종료      | NHK E            |
| SBS       | 1993년                            | 종료      | 초록 마녀 아니용 |
| 투니버스  | 1996년 3월 ~ 1997년               | 종료      | 꾸러기마녀 노노  |
| KBS 2TV   | 1996년 ~ 1997년                   | 종료      | 꼬마마녀 노노    |